# Artavasdes al II-lea
Artavasdes al II-lea (în greacă veche Ἀρταουάσδης, transliterat: Artaouásdēs), cunoscut și sub numele de Artavazd al II-lea (n. secolul I î.Hr., Regatul Armeniei – d. 31 î.Hr., Alexandria, Egipt), a fost regele Armeniei din 55 î.Hr. până în 34 î.Hr. Membru al dinastiei Artaxiad, a fost fiul și succesorul lui Tigrane cel Mare (95-55 î.Hr.), care a urcat pe tronul unui stat încă puternic și independent. Mama sa a fost Cleopatra din Pont, făcându-l astfel nepotul matern al proeminentului rege al Pontului, Mithridates VI Eupator. Asemenea tatălui său, Artavasdes a continuat să folosească titlul de Rege al Regilor, așa cum se vede pe monedele sale.
Numele lui Artavasdes este echivalentul în latină a unui nume iranian vechi *Ṛtavazdah-, identic în limba avestică cu Ašavazdah, presupus însemnând „puternic/perseverent prin adevăr”. În armeană este Artavazd și în greacă Artaouásdēs, Artabázēs, Artábazos și Artáozos.

## Biografie
În jurul anului 54 î.Hr., Marcus Licinius Crassus, unul dintre triumvirii romani, care devenise proconsul al Siriei, se pregătea să invadeze imperiul part. Artavasdes al II-lea, care era un aliat al Romei, l-a sfătuit pe Crassus să aleagă un traseu prin Armenia pentru a evita deșertul și i-a oferit întăriri suplimentare de 10.000 de cavaleri și 30.000 de infanteriști. Raționamentul său era că cavaleria partă ar fi fost mai puțin eficientă în zonele muntoase armene. Crassus a refuzat oferta și a decis să urmeze ruta directă prin Mesopotamia.

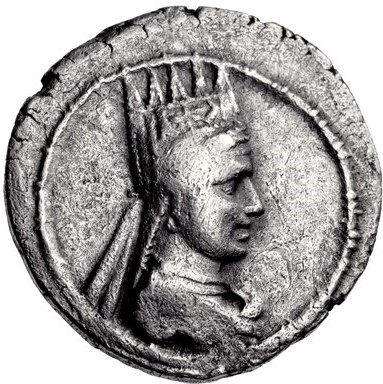
Drahma lui Artavasdes al II-lea, care îl arată purtând o tiară cu stema Artaxiadă.

În timp ce armata lui Crassus mărșăluia spre Carrhae, regele part Orodes al II-lea a invadat Armenia, tăind sprijinul din partea lui Artavasdes al II-lea. Orodes al II-lea l-a convins pe Artavasdes al II-lea să încheie o alianță matrimonială între prințul moștenitor Pacorus I și sora lui Artavasdes al II-lea. La scurt timp, Crassus a fost învins și ucis de forțele conduse de generalul lui Orodes al II-lea, Surena. În timp ce Orodes al II-lea și Artavasdes al II-lea urmăreau o piesă din Bachantele lui Euripide la curtea armeană, în onoarea nunții dintre Pacorus și sora lui Artavasdes al II-lea, comandantul part Silaces a anunțat vestea victoriei de la Carrhae și a pus capul lui Crassus la picioarele lui Orodes al II-lea. Capul a fost dat producătorului piesei, care a decis să folosească capul tăiat real al lui Crassus în locul capului de recuzită al lui Pentheus. Artavasdes și Orodes au asistat apoi la o recitare de compoziții grecești, ambii regi fiind pricepuți în literatura greacă.
Moartea lui Pacorus I în 38 î.Hr. și succesiunea celuilalt fiu al lui Orodes al II-lea, Phraates al IV-lea, au deteriorat relațiile dintre Partia și Armenia.
În 36 î.Hr., generalul roman Marcus Antonius și-a început campania partă. S-a aliat cu mai mulți regi din regiune, inclusiv cu Artavasdes, care din nou și-a schimbat tabăra. Potrivit lui Plutarh, dintre regii aliați, Artavasdes era "cel mai mare dintre toți [...] care a furnizat șase mii de călăreți și șapte mii de infanteri" lui Antonius. Artavasdes al II-lea l-a convins, de asemenea, pe Antonius să-l atace pe dușmanul său, Artavasdes din Atropatene Cu toate acestea, odată ce Antonius a părăsit Armenia pentru a invada Atropatene, Artavasdes al II-lea, „disperând de cauza romană”, l-a abandonat pe Antonius. Deși Artavasdes al II-lea a oferit refugiu și a aprovizionat romanii învinși, în 34 î.Hr., Antonius a planificat o nouă invazie a Armeniei pentru a se răzbuna pentru trădare. Mai întâi, l-a trimis pe prietenul său, Quintus Dellius, care a oferit logodna fiului de șase ani al lui Antonius, Alexandru Helios, cu o fiică a lui Artavasdes al II-lea, dar regele armean a ezitat. Acum, triumvirul a mărșăluit în Armenia romană vestică. L-a chemat pe Artavasdes al II-lea la Nicopolis, pretinzând că pregătește un nou război împotriva Parției. Artavasdes al II-lea nu a venit, așa că generalul roman a mărșăluit rapid spre capitala armeană, Artaxata. L-a arestat pe rege, sperând, cu ajutorul ostaticului, să obțină mari comori în castelele armene. Fiul său, Artaxias al II-lea, a fost ales succesor. După o bătălie pierdută, Artaxias al II-lea a fugit la regele part. În cele din urmă, Antonius l-a dus pe Artavasdes al II-lea la Alexandria.
Regele armean și familia sa, care erau legați cu lanțuri de aur, au fost nevoiți să-l urmeze pe Antonius în procesiunea sa triumfală. Cleopatra îl aștepta pe triumvir pe un tron de aur, dar Artavasdes al II-lea a refuzat să-i aducă omagiu reginei egiptene prin proskynesis (închinare).
În 31 î.Hr., după înfrângerea lui Antonius în bătălia de la Actium, Cleopatra l-a decapitat pe Artavasdes. Acesta fusese un dușman al omonimului său, regele Artavasdes I al Mediei Atropatene, un aliat al lui Antonius și al Cleopatrei. Ea i-a trimis capul lui Artavasdes I al Mediei Atropatene pentru a-i asigura ajutorul.
Plutarh l-a descris pe Artavasdes al II-lea ca pe un om bine educat, care avea o mare afecțiune pentru toate lucrurile grecești și era un savant desăvârșit, care compunea tragedii și istorii grecești. Dintr-o soție al cărei nume este necunoscut, a avut doi fii: Artaxias al II-lea, Tigrane al III-lea, și o fiică care posibil s-a căsătorit cu regele Archelaus al Capadociei.

## Moștenire
Amintirea întemnițării lui Artavasdes în Egipt a fost păstrată într-o legendă populară armeană transmisă de Moise de Corene, în care Artavasdes este blestemat de tatăl său și întemnițat de spiritele cunoscute sub numele de k’ajk’ în interiorul Muntelui Ararat, în timp ce poporul Armeniei așteaptă întoarcerea sa. În legendă, Artavasdes este parțial contopit cu fratele său, Tigran cel Tânăr.